# Бурдин, Дмитрий Иванович
Дмитрий Иванович Бурдин (30 августа 1914, Царицын, Саратовская губерния — 6 января 1978, Москва) — советский архитектор, педагог, заслуженный строитель РСФСР (1966).

## Биография
Д. И. Бурдин родился 17 (30) августа 1914 года в Царицыне Саратовской губернии (ныне Волгоград). В 1937 году окончил Московский архитектурный институт (педагоги Н. В. Марковников и В. Н. Владимирова), в 1941 году — аспирантуру Академии архитектуры СССР (педагоги А. К. Буров, Г. П. Гольц, М. П. Парусников, А. В. Власов).
После окончания института работал с Б. Н. Блохиным над проблемой крупноблочного домостроительства. В мастерской А. К. Бурова в качестве его помощника участвовал в проектировании и вёл авторский надзор за строительством крупноблочных домов 3/9 по Большой Полянке и 27 по Ленинградскому проспекту («Ажурный дом»), а также Центрального дома архитектора в Гранатном переулке.
В 1943—1945 годах вместе с К. С. Алабяном и А. П. Ершовым работал над проектом центральной части, набережных и железнодорожного вокзала в Сталинграде. В 1945 году по проекту Д. И. Бурдина был построен аэровокзал в Вильнюсе, за что он был награждён почётной грамотой правительства Литовской ССР. В конце 1940-х годов принимал участие в планировке и застройке правобережной части Магнитогорска.
С 1951 года работал в мастерской № 3 Моспроекта под руководством А. В. Власова. Принимал участие в разработке генерального плана Юго-Запада Москвы. В 1955—1963 годах руководил мастерской № 2 Моспроекта-1. Являлся главным архитектором Тимирязевского района Москвы. Вместе с соавторами выполнил проект планировки и застройки жилого района Дегунино-Бескудниково на 100 тысяч жителей. Под его руководством был спроектирован ряд жилых и общественных зданий. Д. И. Бурдин был одним из ведущих авторов проектов Останкинской телебашни, за что был удостоен Ленинской премии. С 1963 по 1976 год занимал должность Заместителя главного архитектора Москвы и первого заместителя начальника Главного архитектурно-планировочного управления. В 1975—1978 годах руководил мастерской № 5 Моспроекта-2. Разрабатывал типовые проекты детских дошкольных учреждений, больниц и жилых домов. Строил представительства СССР и павильоны СССР на международных выставках в Таиланде, Индонезии, Аргентине, Бразилии, Швейцарии и Японии. Преподавал в МАРХИ.
Член Союза архитекторов СССР с 1940 года. Член президиума Московского отделения Союза архитекторов. Член правления Союза советских архитекторов. Член КПСС с 1965 года. В 1959—1963 годах дважды избирался депутатом районного совета, с 1963 года семь раз избирался депутатом Московского городского совета.
Умер в Москве 6 января 1978 года. Похоронен на Новом Донском кладбище.

## Проекты и постройки
- Аэровокзал в Вильнюсе, 1945[3].

Останкинская телебашня

- Жилой квартал в Магнитогорске (Ленинский район), 1948—1952. Соавторы: Л. Баталов, Л. Бумажный, А. Ершов[3].
- Жилые дома Академии наук на Октябрьском поле в Москве, конец 1940-х — начало 1950-х[3].
- Вычислительный центр Академии наук на Профсоюзной улице, конец 1940-х — начало 1950-х[3].
- Новая территория Новодевичьего кладбища, конец 1940-х — начало 1950-х. Соавтор: Л. Баталов[3].
- Радиоцентр, павильоны для Ботанического сада в Москве, конец 1940-х — начало 1950-х. Соавтор: Л. Баталов[3].
- «Красные дома» на ул. Строителей в Москве, 1954. Соавторы: М. Лисициан, Ю. Уманская, А. Русанова, А. Мильчук.
- Жилые дома № 70-72 на Ленинском проспекте в Москве, 1958. Соавторы: М. Лисициан, Ю. Уманская, В. Поздняков.
- Проект планировки и застройки Дегунино-Бескудниково в Москве, 1964. Соавторы: Б. Шишкин, В. Тальковский, В. Гейне, К. Минаева, Н. Дьяченко, М. Савченко, Ю. Гайчаров, А. Громов.
- Представительство СССР при ООН в Женеве, 1963. Соавтор: В. Климов.
- Аэровокзал и гостиницы на Ленинградском проспекте в Москве, 1964. Соавторы: Л. Баталов, В. Климов, Ю. Рабаев, В. Яковлев, Г. Елькин.
- Могила Неизвестного Солдата у Кремлёвской стены в Москве, 1967. Соавторы: В. Климов, Ю. Рабаев.
- Останкинская телебашня, 1967. Соавторы: Л. Баталов, М. Шкуд, Л. Щипакин.
- Посольство СССР в Бразилии. Соавторы: М. Посохин, В. Климов.
- Комплекс административных зданий № 12-16 на Житной улице в Москве. Соавторы: В. Бельская, Ю. Рабаев, В. Яковлев.
- Комплекс из трёх административных зданий на Октябрьской (Калужской) площади (два министерства и Госбанк)[6]. Соавторы М. Артемьев, В. Бельская, В. Яковлев
- Посольство СССР в Японии. Соавторы: В. Климов, М. Арутчьян.
- Застройка улицы Димитрова (Большой Якиманки)[6].
- Гостиница «Президент-Отель» на Большой Якиманке, 1980. Соавторы: В. Тальковский, И. Дьяченко, Д. Бархин и др.
- Гостиничный комплекс «Измайлово», 1980. Соавтор: Ю. Рабаев.
- Комплекс банковских зданий на Новокировском проспекте в Москве, проектирование 1974—1978, строительство 1979—1986. Соавторы: В. Нестеров, В. Тальковский, И. Дьяченко и другие[7].

Комплекс административных зданий на Житной улице в Москве
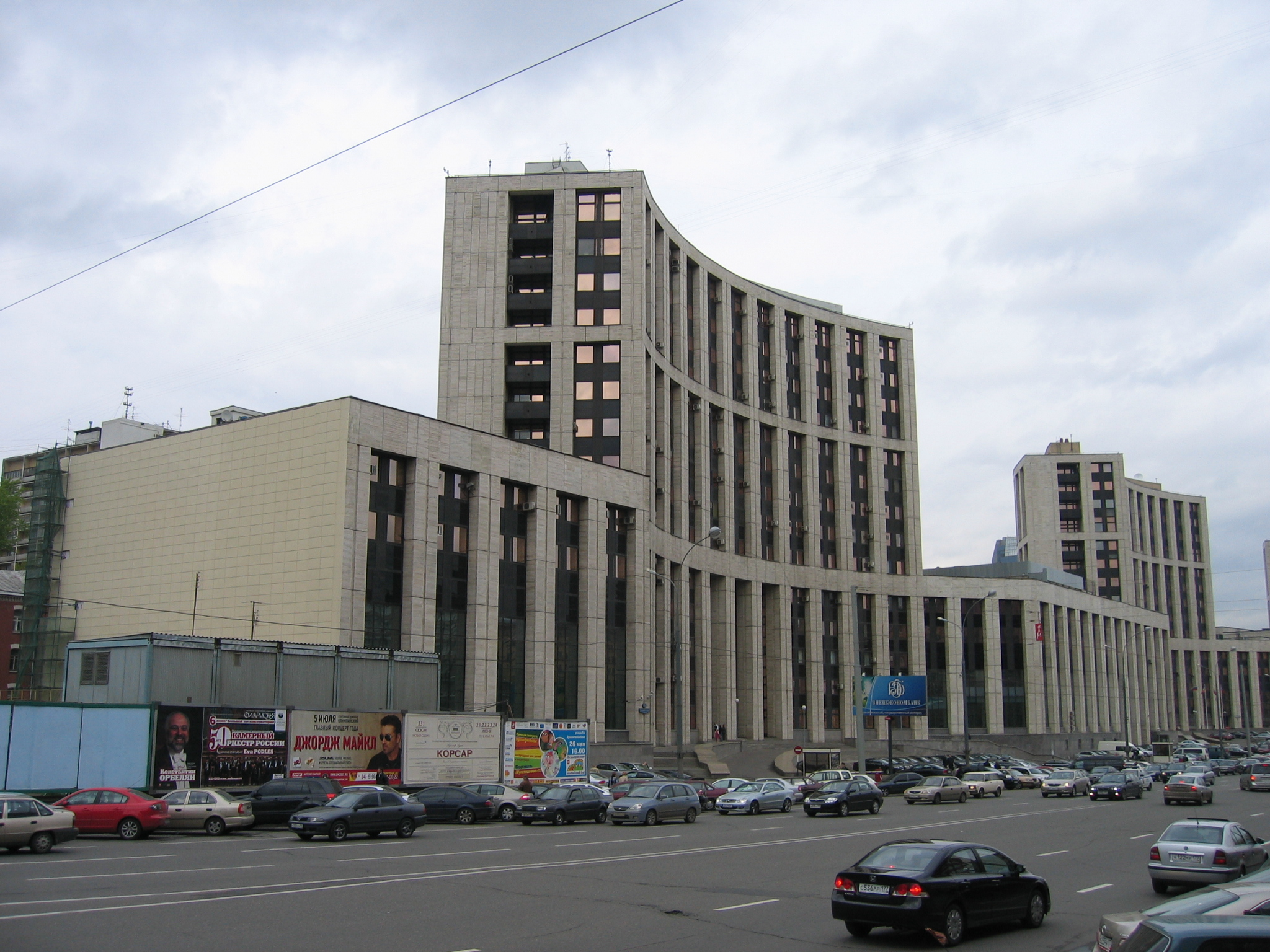
Комплекс банковских зданий на улице Маши Порываевой в Москве
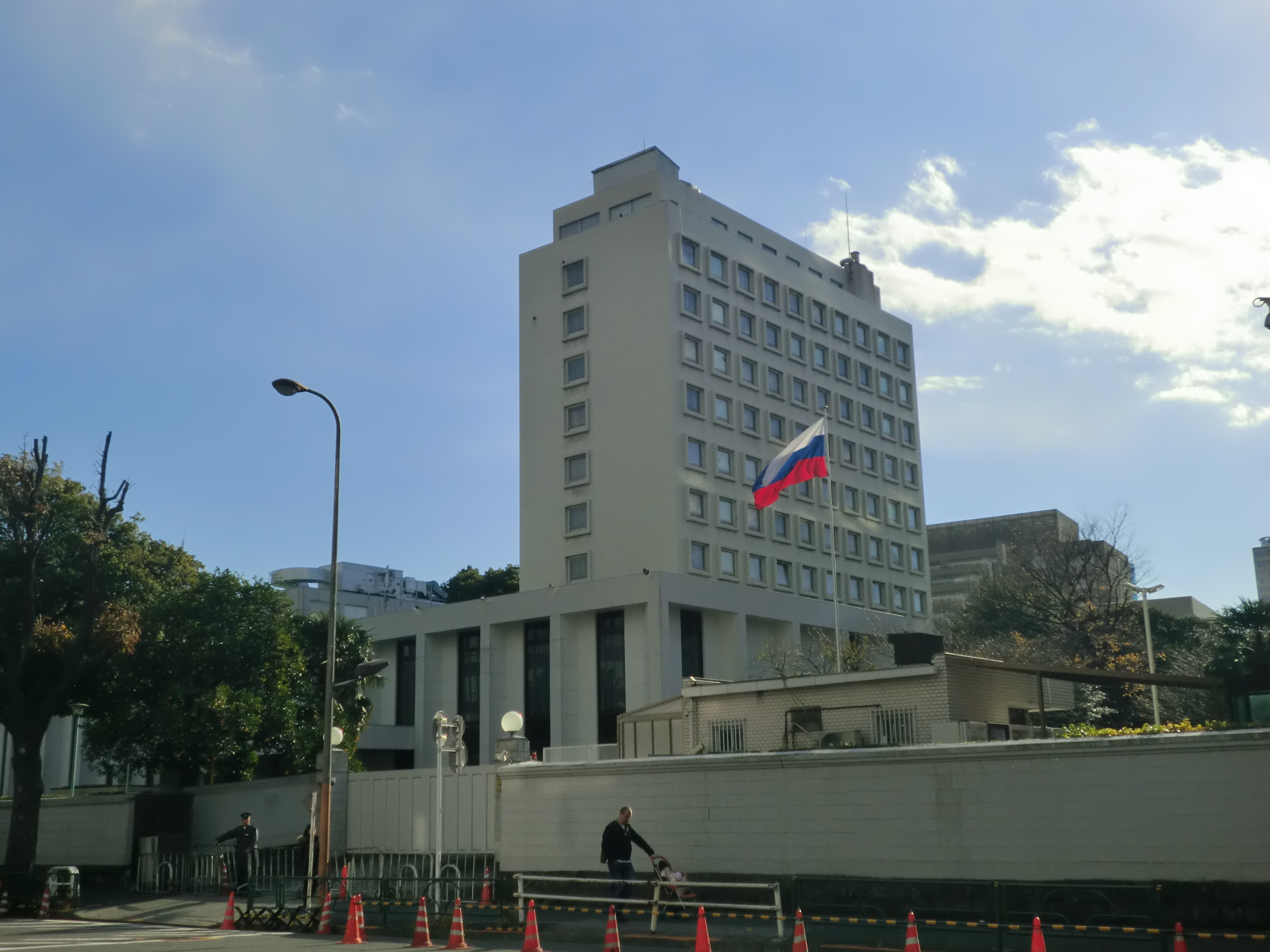
Посольство СССР в Токио
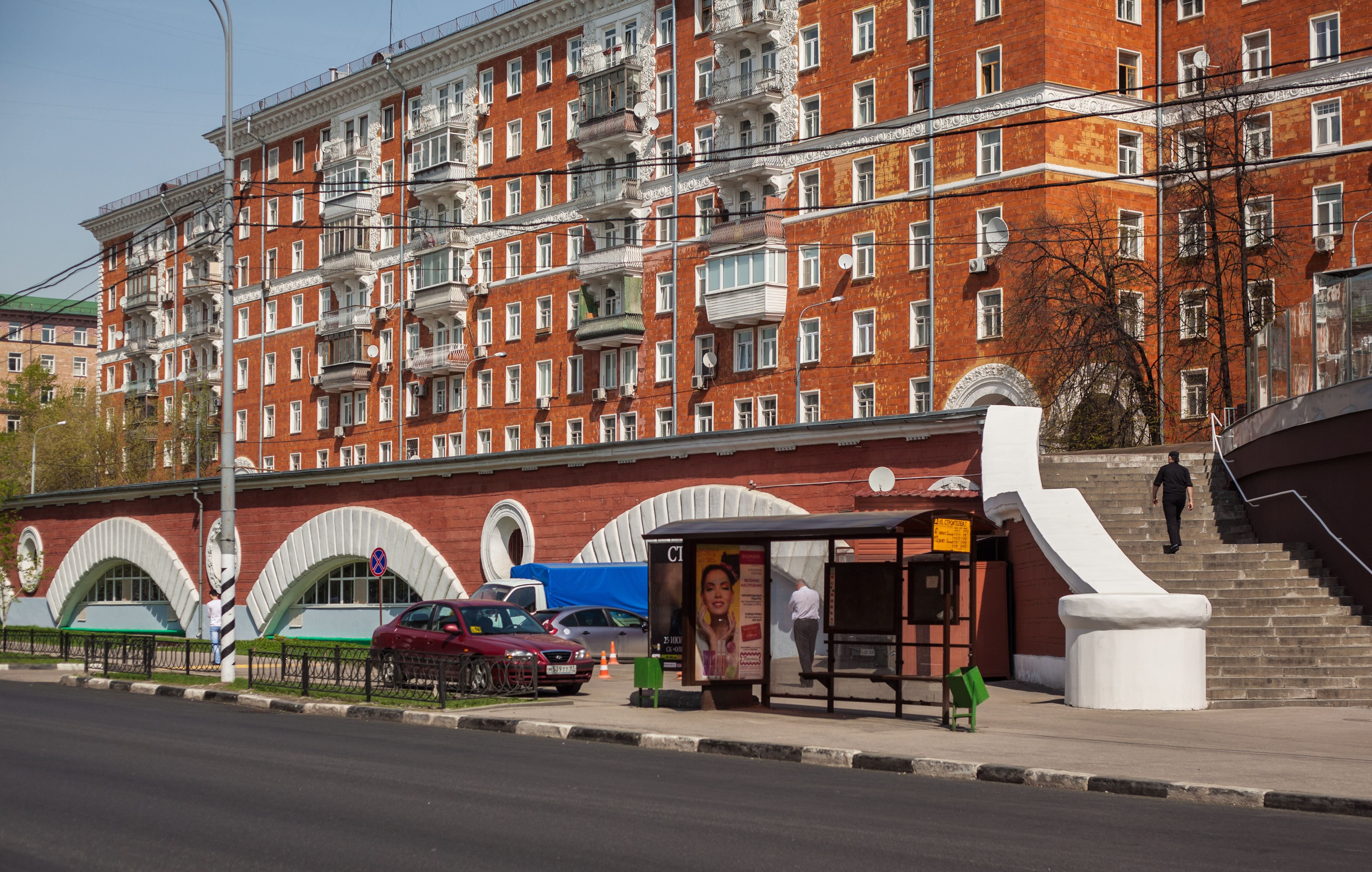
«Красные дома» на ул. Строителей в Москве
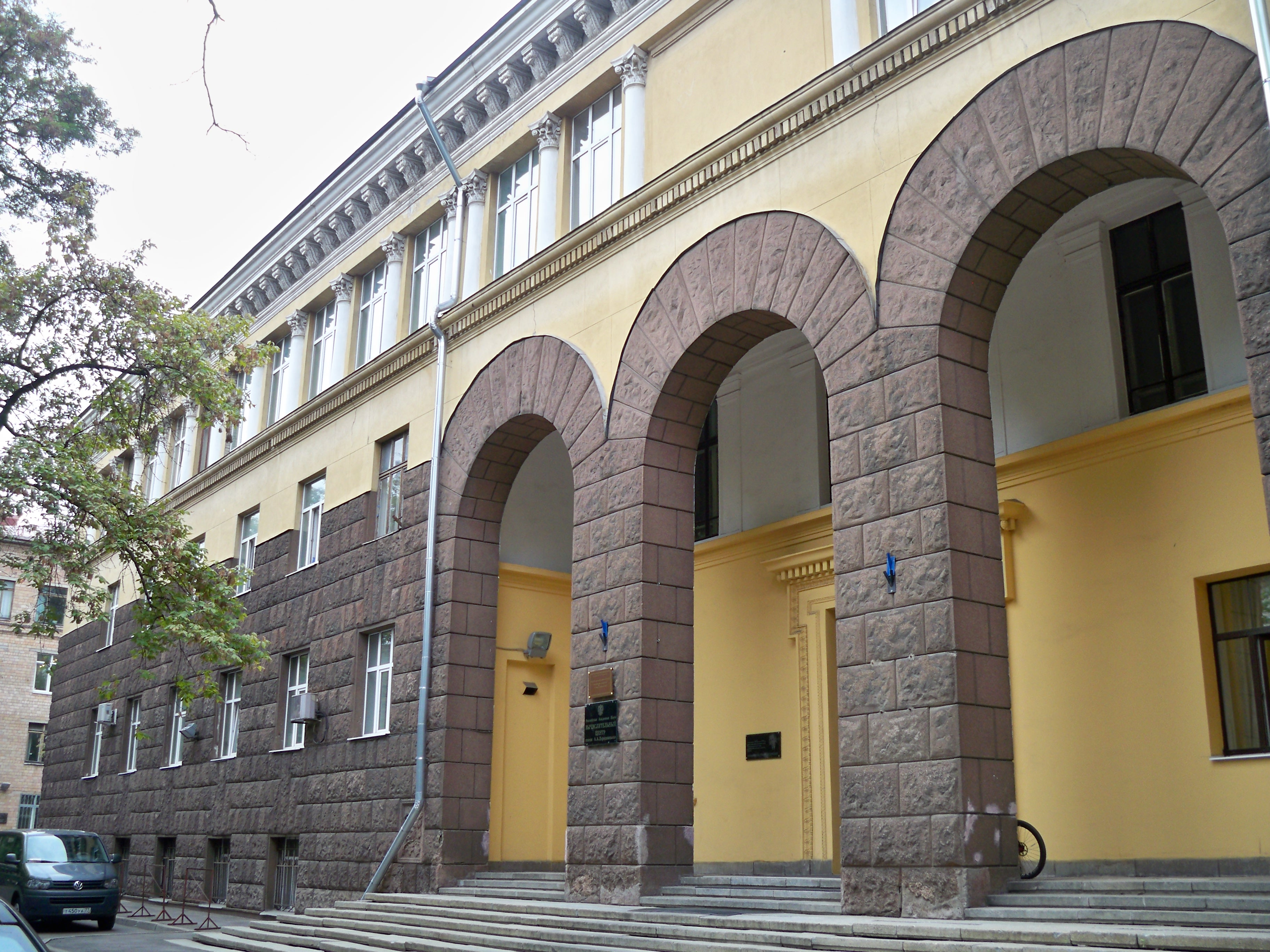
ВЦ РАН

## Награды и звания
- Заслуженный строитель РСФСР (1966)[8]
- Ленинская премия (1970) — за проект Останкинской телебашни[8]
- Государственная премия СССР (1982) за архитектуру гостиничного комплекса «Измайлово» в Москве (посмертно)[9]
- Орден Трудового Красного Знамени[1]
- Орден «Знак Почёта»[1]